# Bolsa Mexicana de Valores

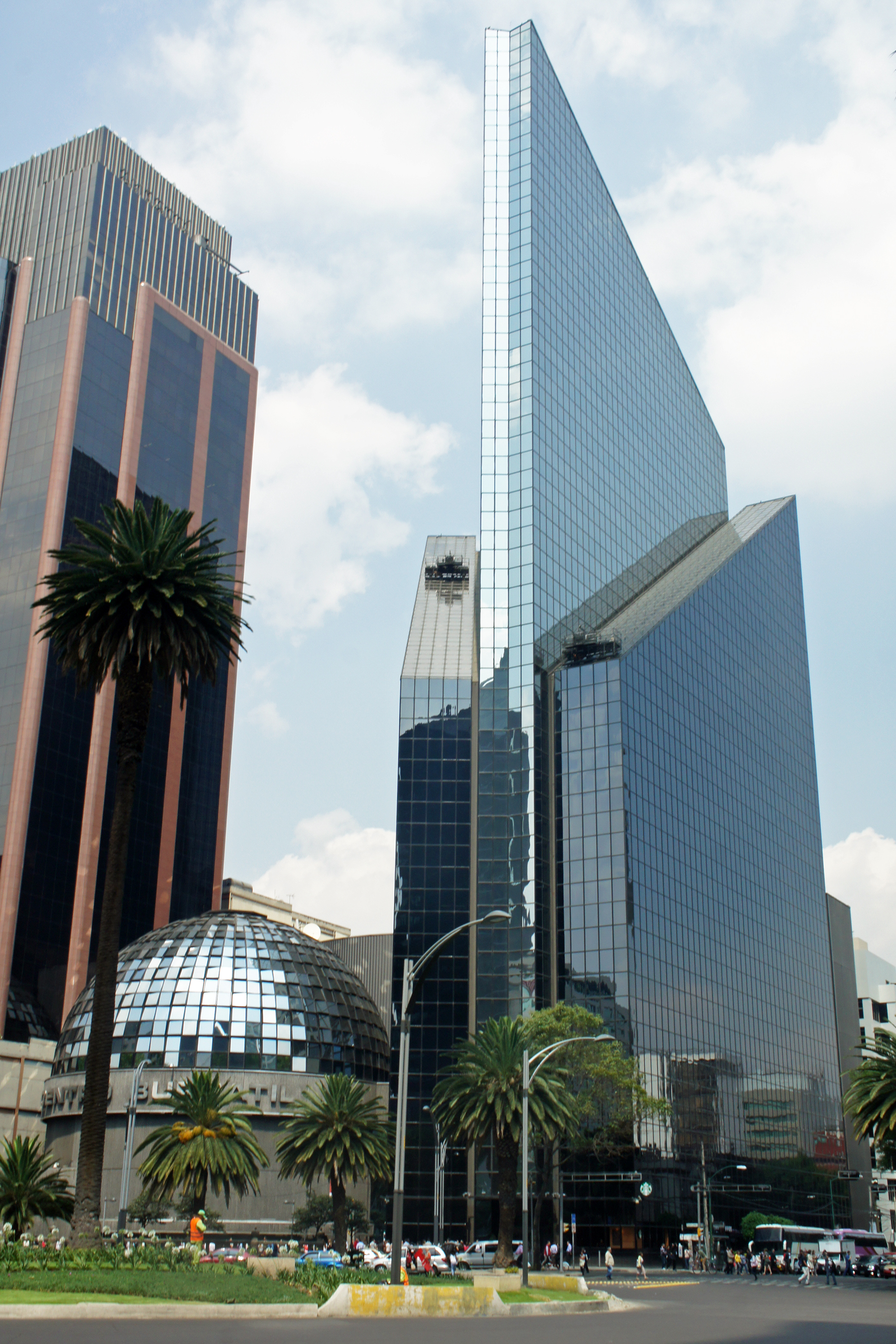
BMV Building in Mexiko-Stadt

Die Bolsa Mexicana de Valores (BMV; deutsch Mexikanische Wertpapierbörse) ist die einzige Wertpapierbörse von Mexiko. Ihr Sitz befindet sich am Paseo de la Reforma im Zentrum von Mexiko-Stadt.
Die Marktkapitalisierung aller der Börse gelisteten Unternehmen betrug im August 2017 463 Milliarden US-Dollar, womit sie die zweitgrößte Börse in Lateinamerika nach Marktkapitalisierung ist.

## Geschichte
Die Ursprünge der mexikanischen Börse gehen auf das Jahr 1886 zurück, als in Mexiko-Stadt die  Bolsa Mercantil de México gegründet wurde. Ein weiterer Schritt erfolgte 1908 mit Gründung der Bolsa de Valores de México.
Die heutige BMV wurde 1933 gegründet und erhielt ihren derzeit gültigen Namen 1975, als die Börsen von Guadalajara und Monterrey integriert wurden.

## Indizes
Der Leitindex der mexikanischen Börse ist der Índice de Precios y Cotizaciones.

## Mitgliedschaften
- Sie ist Mitglied in der World Federation of Exchanges.[4]
- und Ibero-American Federation of Exchanges[5]
- Sustainable Stock Exchanges Initiative

## Rechtsform
Die mexikanische Börse wird unter der Rechtsform einer Sociedad Anónima Bursátil de Capital Variable (S.A.B. de C.V.) geführt. Wörtlich übersetzt entspricht dies einer Anonymen Börsengesellschaft variablen Kapitals und praktisch der Rechtsform einer Aktiengesellschaft.

## Börsenaufsicht
Der Börsenhandel an der BMV unterliegt dem mexikanischen Börsengesetz Ley Reglamentaria de Bolsas von 1975.
Aufsichtsbehörde für die mexikanischen Banken und die Börse ist die Comisión Nacional Bancaria y de Valores.